# Kurt Steiner
Kurt Steiner (* 10. Juni 1912 in Wien, Österreich-Ungarn; † 20. Oktober 2003 in Stanford, Kalifornien) war ein österreichisch-amerikanischer Politikwissenschaftler.

## Leben
Kurt Steiner wuchs in einer säkularen jüdischen Familie auf; er war ein Sohn des Unternehmers Jakob Steiner und der Olga Weil, er hatte zwei Geschwister. Steiner heiratete 1939 die Hutmacherin Josepha Eisler. 
Er studierte ab 1930 an der Universität Wien und wurde 1935 zum Dr. jur. promoviert und arbeitete als Rechtsanwalt. Nach dem Anschluss Österreichs an das nationalsozialistische Deutschland emigrierte er 1938 in die USA. Dort studierte er von 1943 bis 1945 Japanisch an der U.S. Military Intelligence School und war nach Ende des Zweiten Weltkrieges für die US-amerikanische Militärverwaltung in Tokio tätig. Dort war er Ankläger bei den Tokioter Prozessen. Außerdem wirkte er beratend bei der Formulierung der Verfassung des Staates Japan mit.
Nach seiner Rückkehr in die USA studierte Steiner an der Stanford University Politikwissenschaft und wurde ebendort 1955 promoviert. Anschließend lehrte er an dieser Universität als Professor das Fach Vergleichende Politikwissenschaft. Zudem war er für die Österreich-Studien der Fakultät zuständig und sehr engagiert, was ihm an der Universität den Spitznamen Mr. Austria einbrachte.

## Schriften (Auswahl)
- Politics in Austria. Boston : Littel, Brown and Company, 1972
- Kurt Steiner; Ellis S. Krauss; Scott C. Flanagan (Hrsg.): Political opposition and local politics in Japan. Princeton, N.J. : Princeton Univ. Pr., 1980